# جان آموس كومينيوس

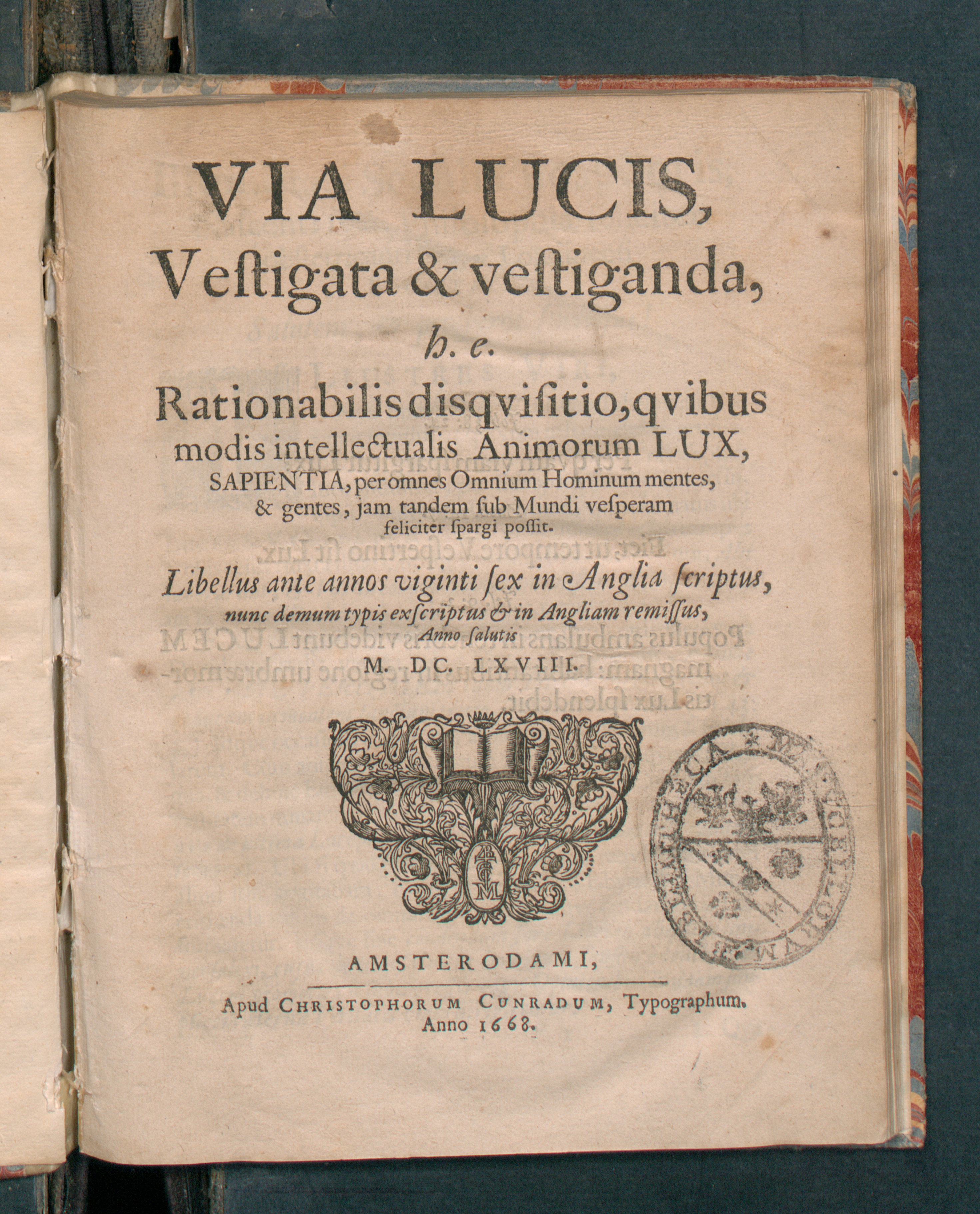
Via Lucis', 1668

جون آموس كومينيوس يعتبر واحد من معلمي الواقعية الحسية وهو أول من نادى بضرورة تسلية الطفل إلى جانب تعليمه. لم يشتهر في عصره ولم يعرف أثره على الأجيال إلا بعد قرنين من الزمان من خلال كتاباته المختلفة، بالإضافة إلى استنباطه العديد من الطرق العلمية لتعليم اللغات ويقول كومينيوس بأن «غاية الإنسان القصوى هي السعادة الأبدية في الدار الآخرة ولذلك فإن غاية التربية هي المساعدة في الوصول إلى هذا الهدف».

## حياته
ولد العالم التشيكي جون آموس كومينيوس 1592 في أوهرسكي بُرود بالقرب من جوتو الروف في تشيكوسلوفاكيا السابقة. واسمه الأصلي جان عاموس كومنسكي. وكان يكتب باللغة اللاتينية الأمر الذي كان مألوفًا في عصره، كما اتخذ لنفسه اسمًا لاتينيًا كذلك. وقد رُسّم راعيا لأسقفية بروتستانتية لجماعة تطلق على نفسها اسم الأخوة وذلك عام 1616م. ويُطلق على هذه الكنيسة حاليًا اسم الكنيسة المورافية. وصار كومينيوس أسقفًا عام 1648م. وتوفي عام 1670

## طرق التربية
سعى كومينيوس إلى تطوير جديد في طرق تصنيف المعارف والموسوعات بحيث لا تصير الموسوعة مجموعة من الحقائق والأخبار مثل موسوعات العصور الوسطى بل كان يسعى إلى تصنيف الموسوعات حول أصل واحد وبداية تصنيف كل علم أو فن مبتدئا من البسيط المعروف إلى الصعب المجهول لأكثر البشر.
ظهر ذلك أيضًا في مؤلفاته الدراسية حيث كانت كتبه الدراسية تبدأ بالأبواب البسيطة السهلة وتزداد الصعوبة تدريجيا. وكان يبنى كل باب على ما قبله حتى يسهل الفهم ويبين لكل المتلقين بان العلم شي متصل وان معرفتنا للأشياء البسيطة الواضحة هو الذي أدى لمعرفتنا للعلوم المركبة الضخمة.
عرف كومينيوس العديد من آراء العلم التربوي فرنسيس بيكون ويعتبر من أوائل من اهتم بها وطبقوه طرقه وان اختلف معه في بعض النقاط.
و رأى كومينيوس بان طرق المعرفة هي الحواس والعقل والكشف الإلهي وان تحقيق التوازن بينهم سيمنع الوقوع في الخطأ..

## مبادئ كومينيوس في التربية
و لقد أشار كومينيوس في مؤلفاته إلى تسع مبادئ أساسية اعتمدها في التربية:
1. تقديم الفكرة إلى الطفل مباشرة لا عن طريق الرمز.
2. التطبيق العملي لكل ما يتم تدريسه في الحياة اليومية.
3. التعليم بشكل بسيط مبسط.
4. ضرورة شرح مبادئ علم ما عند تدريسه قبل تفصيل هذا العلم.
5. الإشارة إلى طبيعة الشيء الذي يُعلّم بصورة حقيقة.
6. ضرورة شرح أجزاء العلم من حيث تدرجها وعلاقتها ببعضها البعض.
7. عدم شرح أكثر من موضوع في نفس الوقت.
8. عدم ترك الموضوع قبل أن نتأكد من فهم الطالب له.
9. التأكيد على الفوارق بين العلوم المختلفة.

## مؤلفاته
ألف العديد من الكتب ولعل أهمها على الإطلاق كتابه باب اللغات المفتوح والذي سهل تدريس اللغات عموما واللاتينية خصوصا بشكل هائل والمكون من ألوف الجمل والمصطلحات اللاتينية المرتبة والمرتبطة بصورة معينة والموضوعة في صورة مقالات باللغة اللاتينية بحيث يصير الكتاب موسوعة رائعة في مختلف العلوم ومفتاح لدراسة اللاتينية وكل صفحة من الكتاب مقسمة إلى عمودين احدهما باللغة اللاتينية والآخر ترجمة له باللغة المتداولة. وإحدى مؤلفاته الأخرى هو كتاب الدهليز وهو شرح مبسط لكتابه الأول.

## روابط خارجية
- جان آموس كومينيوس على موقع الموسوعة البريطانية (الإنجليزية)
- جان آموس كومينيوس على موقع ميوزك برينز (الإنجليزية)
- جان آموس كومينيوس على موقع إن إن دي بي (الإنجليزية)
- جان آموس كومينيوس على موقع ديسكوغز (الإنجليزية)